# Peter Kopacek
Peter Kopacek (* 31. Oktober 1939 in Wien; † 2. März 2024) war ein österreichischer Maschinenbauer. Er war Universitätsprofessor der TU Wien. Einer breiteren Öffentlichkeit wurde er durch seine Erfolge im Roboterfußball bekannt. Er und sein Team errangen mehrere Welt- und Europameisterschaftstitel.

## Leben
Nach der Matura an der HTL studierte Peter Kopacek Maschinenbau an der TU Wien (Schwerpunkt Regelungstechnik). Nach der Promotion blieb er vorerst Dozent an der TU. 1986 wurde er als Professor für Systemtechnik und Automatisierung nach Linz an die Johannes Kepler Universität berufen. Vier Jahre später, 1990, folgte er einem Ruf zurück an die TU Wien, wo er das Institut für Handhabungsgeräte und Robotertechnik leitete. Von 1989 bis 1995 war er wissenschaftlicher Leiter der Niederösterreichischen Landesakademie und Leiter der Abteilung Systemtechnik an dieser Institution. Zeitweilig war er Generalsekretär des IFAC-Beirates Österreich und der Österreichischen Gesellschaft für Automatisierungs- und Robotertechnik (ÖGART), Österreichischer Vertreter in der IFAC, IFR und im IARP, Programmdirektor des Engineering Management Programms der TU Wien und Rektor einer Privatuniversität. Ende September 2008 wurde er emeritiert.
Ende Juni 2009 präsentierte Kopacek das Konzept eines erschwinglichen, menschenähnlichen Roboters, der als „Archie, der Roboter mit Wiener Wurzeln“ vorgestellt wurde.
Kopacek ist Autor und Mitautor von sechs Büchern und über 350 wissenschaftlichen Publikationen.

## Auszeichnungen
- Engelberger Robotics Award[3]
- dreifacher Ehrendoktor
- korrespondierendes Mitglied der Sächsischen Akademie der Wissenschaften[8]
- Mitglied der Deutschen Akademie der Technikwissenschaften (acatech)[9]

## Belege
1. ↑  Österreichische Computergesellschaft: Nachruf: Peter Kopacek.
2. ↑  Sächsische Akademie der Wissenschaften zu Leipzig: Peter Kopacek, Prof. Dr.-Ing.
3. 1 2  ORF.at: Peter Kopacek: Ein Herz für Roboter (Memento vom 21. Juni 2009 im Internet Archive)
4. ↑  Jacky Baltes, Ahmad Byagowi, John Anderson, Peter Kopacek: Teen Sized Humanoid Robot: Archie, in: Communications in Computer and Information Science, Progress in Robotics, Volume 44, Seiten 34–41, Springer Berlin Heidelberg 19. August 2009, doi:10.1007/978-3-642-03986-7, ISSN 1865-0929
5. ↑  "Archie", der Roboter mit Wiener Wurzeln, Der Standard, 29. Juni 2009 (Memento des Originals vom 30. August 2009 im Internet Archive)  Info: Der Archivlink wurde automatisch eingesetzt und noch nicht geprüft. Bitte prüfe Original- und Archivlink gemäß Anleitung und entferne dann diesen Hinweis.
6. ↑  TU Wien - ARCHIE der erste menschenähnliche Roboter „Made in Austria“. ELRA, News, Sponsoring, abgerufen am 11. November 2019
7. ↑  Faculty Member. Abgerufen am 10. November 2019.
8. ↑  Mitgliederverzeichnis der Sächsischen Akademie der Wissenschaften (Memento vom 16. April 2008 im Internet Archive)
9. ↑  Acatech Online Mitgliederverzeichnis

| Personendaten    | Personendaten                 |
| ---------------- | ----------------------------- |
| NAME             | Kopacek, Peter                |
| KURZBESCHREIBUNG | österreichischer Informatiker |
| GEBURTSDATUM     | 31. Oktober 1939              |
| GEBURTSORT       | Wien                          |
| STERBEDATUM      | 2. März 2024                  |